# Желивка
Же́ливка (чеш. Želivka) — река в Чехии, левый приток реки Сазава.

## Характеристика реки
Длина реки — 99,2 км, по другим данным 103,89 км. Площадь водосборного бассейна — 1188,6 км². Исток реки находится на высоте 738 м над уровнем моря. Среднегодовой расход воды в створе плотины Свиховского водохранилища составляет 6,93 м³/с. Крупнейшим притоком Желивки является Трнава (56,23 км). Другой крупный приток — Бела.

## Хозяйственная деятельность
В 1970-х на реке был сооружён комплекс водохранилищ и водоочистных сооружений для снабжения питьевой водой центральной части Чехии, включая Прагу. На реке создано крупнейшее в Чехии Свиховское водохранилище площадью 1603 га и объёмом 309,0 млн м³. На качество воды в нём оказывает влияния процессы эвтрофикации, поступление пестицидов, эрозия и нарушения баланса гидрологического режима. В пределах водосборного бассейна Желивки расположены 8 полигонов промышленных отходов и 134 полигона ТБО, из них всего два полигона оснащены системами для предотвращения загрязнения.